# Bogotátaggstjärt
Bogotátaggstjärt (Synallaxis subpudica) är en fågel i familjen ugnfåglar inom ordningen tättingar.

## Utbredning och status
Fågeln förekommer i östra Anderna i norra Colombia (Boyacá och Cundinamarca). IUCN kategoriserar arten som livskraftig.

## Namn
Fågelns svenska artnamn syftar på Bogotá, huvudstaden i Colombia.